# Big Brother (personaje)
Big Brother (conocido en castellano como Gran Hermano o Hermano Mayor) es un personaje de la novela de George Orwell 1984 (1949) y, por tanto, también de las películas del mismo nombre basadas en dicha novela.
Es el ente que gobierna a Oceanía según el Ingsoc. Si bien nadie lo conoce, la presencia del Hermano Mayor o Gran Hermano es una constante a lo largo de toda la novela, apareciendo frecuentemente a través de las telepantallas entre la intensiva propaganda del partido único Ingsoc y en enormes murales en cada rincón de la sociedad descrita por Orwell.
En la novela, el Gran Hermano es un personaje de principal importancia, del mismo nivel que el protagonista, Winston Smith. De carácter omnipresente es, junto con Emmanuel Goldstein, el fundador del Partido que todo lo controla. Su existencia es enigmática, pues nunca llega a aparecer en persona ni a decirse su nombre real, tratándose simplemente de una invención por parte del Partido para ser utilizada como arma propagandística e infundir a la población confianza a la vez que temor y respeto (el Miniver o Ministerio de la Verdad, se encarga de manipular la historia y el presente, según como varíen las circunstancias).
Para crear este personaje, Orwell se inspiró en líderes totalitarios caracterizados por infundir una política de miedo y de extremada reverencia hacia sus personas, educando a la población a través de una propaganda gubernamental intensiva en valores colectivistas donde pensar individualmente sea visto como una traición a la sociedad (véase: Neolengua y Crimental). Hace especial reminiscencia a gobernantes del comunismo y del fascismo tales como Stalin o Hitler, siendo en particular Stalin quien tiene más similitudes con el personaje de la novela ya que Orwell critica a este personaje ya que era partidario de León Trotski, que en la novela es representado por Emmanuel Goldstein.
Debido a la fama de la novela, el nombre de este personaje es de uso frecuente para referirse a gobiernos autoritarios o que vigilan excesivamente a sus ciudadanos, así como al control sobre la información que estos ejercen. También se usa para referirse a personas u organizaciones que ejercen una vigilancia que se percibe como excesiva o peligrosa o invasiva de la intimidad.
La expresión aumentó su popularidad tras la aparición del concurso de televisión Gran Hermano (las cámaras vigilan todo lo que hacen sus concursantes), cuyo nombre hace referencia al personaje literario, hasta tal punto que la mayoría de las personas que conoce la expresión «Gran Hermano», traducción incorrecta de Big Brother y que no tiene relación con la trama de la novela, desconoce su origen en el Hermano Mayor y la carga política que este conlleva.